# خانه معظم المالک میر پنج
خانه (جعفرقلی خان) معظم الملک میر پنج مربوط به دوره قاجار است و در شهرستان چادگان، خیابان پارک آبشار واقع شده و این اثر در تاریخ ۲۶ اسفند ۱۳۸۶ با شمارهٔ ثبت ۲۱۸۱۵ به‌عنوان یکی از آثار ملی ایران به ثبت رسیده است.